# 石田螺
石田螺（学名：Sinotaia quadrata quadrata），又名石螺，是主扭舌目田螺科石田螺属方形环棱螺的一個亞種。
主要分布于台湾，常栖息在淡水湖沼区、池塘区或水田软泥土中，亦喜水流较平缓的河川河底。
贝壳为圆锥状。壳色从土黄色到黄绿色。右旋螺，成长脉清楚，部分标本的体螺层周围有一明显的稜横过腰部。体螺层约为螺高的1/3。缝合线明显。脐孔浅。壳口近圆形。口盖大小约如壳口，角质，具同心圆螺旋纹，中心偏轴唇。